# Галиарт
Галиарт (лат. Haliartus, др.-греч. Ἁλίαρτος) — древний город Беотии на южном берегу озера Копаиды, на реке Чёрной (Μέλας), называется уже Гомером в «Каталоге кораблей» в Илиаде «обильный травою» (ποιήεις). Город, принявший сторону Греции, был разрушен Ксерксом I, но вскоре опять получил большое значение. Однако, после разрушения римлянами в ходе Третьей Македонской войны в зиму 171—170 гг. до н. э. за его привязанность к Персею Македонскому, он уже более не оправился; плодородная область была предоставлена афинянам по их просьбе и с тех пор управлялась афинскими правителями. Во время Павсания храмы уже стали рушиться. Под стенами города Галиарта Лисандр в 394 году до н. э. погиб в битве.
Руины близ деревни Алиартос (Αλίαρτος, в прошлом — Мулки, Μούλκι). «Гимн Аполлону» повествует о том, как бог Аполлон, в поисках места для своего оракула, проходил мимо Окалии и Галиарта после того, как пересёк реку Кефис по пути в Тельфусу.
По преданию, переданному Павсанием, город основан Галиартом, сыном Терсандра, сына Сизифа, усыновлённым дядей Афамантом.
Раскопки проводились Британской школой в Афинах, при раскопках открыт храм Афины.